# Parasophroniella
Parasophroniella is een kevergeslacht uit de familie van de boktorren (Cerambycidae). De wetenschappelijke naam van het geslacht werd voor het eerst geldig gepubliceerd in 1943 door Breuning.

## Soorten
Parasophroniella omvat de volgende soorten:
- Parasophroniella birmanica Breuning, 1943
- Parasophroniella javanica Breuning, 1957
- Parasophroniella nigriscapus Breuning, 1975
- Parasophroniella tonkinensis Breuning, 1956